# Chavarriella
Chavarriella is een geslacht van vlinders van de familie spanners (Geometridae), uit de onderfamilie Geometrinae.

## Soorten
- C. brunneilinea Prout, 1912
- C. distinguenda Dognin, 1923
- C. excelsa Dognin, 1910
- C. fallax Warren, 1907
- C. lafayaria Dognin, 1892
- C. lugentiscripta Prout, 1917
- C. luteifimbria Dognin, 1901
- C. pelops Prout, 1932
- C. porcius Schaus, 1912
- C. psittacina Prout, 1910
- C. semiornata Warren, 1901
- C. sophrosyne Prout, 1932
- C. syncrasis Prout, 1912
- C. trianteris Prout, 1932
- C. urania Herbulot, 1988